# Пол-Анри Спак
Пол-Анри Спак (на френски: Paul-Henri Spaak) е белгийски политик от Белгийската работническа партия (от 1945 година – Белгийска социалистическа партия).
Трикратен министър-председател на Белгия (1938 – 1939, 1946, 1947 – 1949), той е активен привърженик на европейската интеграция, определян като един от седемте бащи основатели на Европа. През 1946 – 1947 година е първият председател на Общото събрание на ООН, през 1952 – 1954 година става първият председател на Европейския парламент, а през 1957 – 1961 година е вторият генерален секретар на НАТО.

## Биография

### Произход и ранни години
Пол-Анри Спак е роден на 25 януари 1899 година в брюкселското предградие Схарбек в изтъкнато семейство. Неговият дядо по майчина линия Пол Жансон (1840 – 1913) е виден представител на лявото крило на Либералната партия, депутат и държавен министър. Майка му Мари Жансон (1873 – 1960) е социалистка и първата жена, избрана в Сената. Нейният брат Пол-Емил Жансон (1872 – 1944) е политик от Либералната партия, за кратко е министър-председател през 1937 – 1938 година и умира в германския концентрационен лагер Бухенвалд. Бащата на Пол-Анри, Пол Спак (1871 – 1936), е юрист, филолог и драматург, почитател на италианската култура. По-малък брат на Пол-Анри Спак е сценаристът Шарл Спак (1903 – 1975), чиято дъщеря Катрин Спак (р. 1945) през 60-те години е популярна актриса и певица в Италия.
По време на Първата световна война Спак опитва да се присъедини към белгийската армия, но е заловен от германските окупационни власти и прекарва следващите две години в германски затвор.
След края на войната Пол-Анри Спак е освободен и постъпва в Брюкселския свободен университет, където учи право. През 1920 година става член на Белгийската работническа партия. По това време той се занимава активно с тенис и през 1922 година дори играе в белгийския отбор за Купата „Дейвис“.
Пол-Анри Спак се жени за Маргьорит Малевез имат две дъщери и един син. Тяхната дъщеря Антоанет Спак (р. 1928) по-късно се занимава активно с политика, като оглавява Демократичния фронт на франкофоните и участва в основаването на Реформаторското движение. Синът им Фернан Спак е дипломат.

### Начало на политическа кариера
След като се дипломира, Пол-Анри Спак става адвокат в Брюксел, където се „отличава в защитата на комунисти, обвинени в заговор срещу сигурността на държавата“, включително Фернандо де Роза, италиански студент, който се опитал да убие италианския престолонаследник Умберто по време на негово държавно посещение в Брюксел. През 1925 година е назначен за началник на кабинета на Жозеф Вотерс, министър на промишлеността, труда и социалното осигуряване от Работническата партия.
Пол-Анри Спак е избран за депутат от Брюксел през 1932 година. През 1935 година влиза в кабинета на Пол Ван Зеланд като министър на транспорта, пощите, телефоните и телеграфите. През февруари 1936 година става министър на външните работи и остава на този пост в кабинета на Пол Ван Зеланд (1936 – 1937), в този на своя вуйчо Пол-Емил Жансон (1937 – 1938), както и в първото оглавявано от самия него правителство между май 1938 и февруари 1939 година. Тези правителства са широки коалиции с участието на социалисти, либерали и католици.
В известна своя реч от 1936 година Спак се застъпва за „независима външна политика“ на Белгия в противовес на статута на гарантиран от Великите сили неутралитет, провалил се в началото на Първата световна война.

### Втората световна война и следвоенните години
На 3 септември 1939 година, в самото начало на Втората световна война, в Белгия е съставено правителство на националното обединение, широка коалиция на католици, социалисти и либерали, в което Пол-Анри Спак става министър на външните работи. Той остава на този пост до август 1949 година в рамките на 11 различни кабинета, оглавявани от Юбер Пиерло, Ашил Ван Акер, Камий Юйсманс и самия него.
На 10 май 1940 година Германия започва своето настъпление в Белгия и в края на месеца повечето министри се евакуират във Франция. Спак също заминава, но семейството му остава в окупирана Белгия, където е принудено да се укрива от властите, а снаха му Сюзан Спак е арестувана и умира в затвора. Малко след капитулацията на Франция Спак и Юбер Пиерло преминават нелегално през Испания и на 24 октомври успяват да достигнат Великобритания, където формират белгийско правителство в изгнание. Макар и окупирана, Белгия участва активно във военните усилия на Обединените нации със своя търговски флот, военновъздушните и сухопътни войски в Англия и Африка и с ресурсите на Белгийско Конго, най-вече мед, калай и уран.
Спак се застъпва за признаването на лондонското правителство на Шарл дьо Гол, което, за разлика от останалите правителства в изгнание на окупираните страни, не е легитимно избрано. Така, въпреки съпротивата на други френски емигрантски групи и на британското правителство, Белгия става първата държава, признала Националния комитет на Свободна Франция за законно френско правителство.
През военните години Пол-Анри Спак става твърд поддръжник на регионалното сътрудничество и колективната сигурност като основа на следвоенното устройство на Европа. Докато все още е в изгнание в Лондон той участва активно в създаването на Бенелюкс, първоначално като митнически съюз, обединяващ Белгия, Нидерландия и Люксембург.
През септември 1944 година правителството и Спак се връщат във все още частично окупираната Белгия, където през следващите години са съставени няколко последователни кабинета с участието и на Белгийската комунистическа партия. В началото на 1946 година Пол-Анри Спак е председател на първата сесия на Общото събрание на Организацията на обединените нации (ООН) в Лондон. През март се опитва да състави кабинет без участието на комунистите, който остава в историята като най-кратко просъществувалото белгийско правителство – едва 18 дни.
От март 1947 до август 1949 година Спак е начело на коалиция на християндемократи и социалисти без участието на либерали и комунисти. По време на третата сесия на Общото събрание на ООН в Париж, Спак произнася реч, критикуваща остро външната политика на Съветския съюз и включваща станалата известна фраза „Господа, страх ни е от Вас“ („Messieurs, nous avons peur de Vous“).

### Евро-атлантическото сътрудничество
След преминаването на Белгийската социалистическа партия в опозиция Пол-Анри Спак е избран за кмет на Синт Гилис, брюкселската община, в която живее. Той се концентрира върху външнополитическата дейност, включвайки се активно в засилващия се по това време процес на евро-атлантическо сътрудничество. През август 1949 година той е избран за председател на първата сесия на Консултативното събрание на Съвета на Европа. От 1952 до 1953 година председателства Общото събрание на Европейската общност за въглища и стомана, предшественик на днешния Европейски парламент.
От април 1954 година до юни 1958 година Спак отново е министър на външните работи в кабинета на Ашил Ван Акер. По време на Месинската конференция през 1955 година той оглавява комитетът за подготовка на създаването на европейския Общ пазар, станал известен като Комитет Спак. Изготвеният от комитета Доклад Спак става крайъгълен камък за Междуправителствената конференция за Общия пазар и Евратом във Вал Дюшес през 1956 година. Той довежда и до подписването на 25 март 1957 година на Римските договори, с които се поставя началото на Европейската икономическа общност и Европейската общност за атомна енергия. Самите договори са подписани от името на Белгия от Пол-Анри Спак и ръководителя на делегацията Жан Шарл Сноа е д'Опюерс. За своята роля при основаването на Европейската икономическа общност по-късно Спак е определян като един от седемте бащи основатели на Европа.
През 1956 година Пол-Анри Спак е избран за генерален секретар на НАТО и заема тази длъжност от 1957 до 1961 година.

### Последни години
От април 1961 година до март 1966 година Пол-Анри Спак отново е външен министър в кабинетите на Тео Льофевр и Пиер Армел. Следвайки белгийската политика на задълбочаване на регионалното сътрудничество и включване на по-широк кръг от западните държави в интеграционния процес, Спак, заедно с нидерландския външен министър Йосеф Лунс, се противопоставя на обявения през 1962 година План Фуше, с който френският президент Шарл дьо Гол се опитва да блокира бъдещото присъединяване на Великобритания към Европейските общности и да подкопае тяхната наднационална основа. Той е твърд защитник на независимостта на Европейската комисия и заявява „Утрешна Европа трябва да бъде наднационална Европа“.
През 1964 година Пол-Анри Спак инициира Операция Червен дракон, при която белгийската армия евакуира няколкостотин заложници от Стенливил в Конго. По този повод той произнася двучасова реч през Общото събрание на ООН в отговор на нападките на Съветския съюз срещу операцията.
През август 1964 година умира съпругата на Спак и през април 1965 година той се жени повторно за Симон Диър.
Спак има също ключова роля в избора на Брюксел за ново седалище на щаба на НАТО през 1966 година след оттеглянето на Франция от организацията. Това е и годината на последната му европейска кампания, когато той играе важна роля при преодоляването на „кризата на празния стол“, като помага за връщането на Франция в европейските организации.
Спак се оттегля от политиката през 1966 година. През 1969 година той публикува мемоарите си в два тома, озаглавени „Недовършени битки“ („Combats inachevés“). През 1971 година той подлага на критика отстъпчивостта на левицата спрямо фламандските националисти, разграничава се от Социалистическата партия и се присъединява към Демократичния фронт на франкофоните.
Пол-Анри Спак умира на 73-годишна възраст на 31 юли 1972 година в Брюксел. Погребан е в Брен л'Альо, където прекарва последните години от живота си.

## Почести и отличия
Пол-Анри Спак е член на Белгийската кралска академия за френски език и литература. През 1957 годсина получава наградата „Карлспрайс“ от германския град Аахен за хора, които са допринесли за европейската идея и мира на континента. На 21 февруари 1961 година Спак е награден от американския президент Джон Кенеди с Президентски медал на свободата. В чест на усилията му в процеса на европейската интеграция, първата сграда на Европейския парламент в Брюксел е наречена на негово име.
Спак присъства и на една от най-новите и известни златни възпоменателни монети на Белгия, сечена през 2002 година и посветена на тримата пионери на европейското обединение – Робер Шуман, Пол-Анри Спак и Конрад Аденауер.